# Tortanus digitalis
Tortanus digitalis is een eenoogkreeftjessoort uit de familie van de Tortanidae. De wetenschappelijke naam van de soort is voor het eerst geldig gepubliceerd in 1989 door Ohtsuka & Kimoto.